# Gottfriedové ze Žebnice

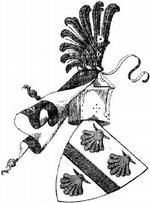
Rodový erb

Gottfried ze Žebnice byli šlechtický rod působící na Plzeňsku, případně na celém území Českého království.

## Historie
Nejvíce je známo o Kašparu Gottfriedovi ze Žebnice řečeném Bernášek, který se svou manželkou Barborou z Chotiměře koupil roku 1540 tvrz a dvůr Chotiměř s polovinou podacího v Blížejově na Domažlicku. Roku 1556 dal v Blížejově znovu postavit farní kostel svatého Martina, ve kterém se dal, spolu se svou druhou manželkou, vyobrazit na dřevěných tabulích, jež byly původně součástí křídlové archy a byly v kostele ještě na konci 19. století.
Po smrti své první manželky v roce 1541 pojal za ženu Annu z Vitenfelsu. Dále již jen zmínka, že roku 1542 byl hejtmanem na Bělé a ještě roku 1559 byl na živu. Neměl žádné mužské potomky a zůstala po něm pouze jediná dcera Dorota, která se provdala za Václava Pernšteinara z Pernšteina a na Borovech. Kašparova dcera Dorota vládla v Chotiměři až do své smrti v roce 1596 a vše odkázala svému vnuku Václavovi mladšímu Kocovi z Dobrše na Tešetinech a Borovech.
K rodu pravděpodobně náležel také Matěj Bohumil Gottfried ze Žebnice. O něm však víme pouze to, že v Nevřeni u Plzně roku 1655 prodal své zboží Františku Stehlíkovi z Čeňkova a z Treustädtu.

## Rodový erb
Bílý štít, uprostřed přepažený černým příčným pruhem, nad nímž se spatřují dvě červené lastuřice a pod ním jedna.